# Districtul Stade
Districtul Stade este un district rural (în germană: Landkreis) în landul Saxonia Inferioară, Germania. 
1. ↑   https://www.landkreis-stade.de/portal/seiten/landrat-901000243-20350.html, accesat în 8 februarie 2025 Lipsește sau este vid: |title= (ajutor)
2. ↑  GeoNames
3. 1 2  GeoNames, accesat în 5 ianuarie 2017